# Calispadella alata
Calispadella alata är en djurart som tillhör fylumet pilmaskar, och som beskrevs av Casanova och Moreau 2004. Calispadella alata ingår i släktet Calispadella och familjen Spadellidae. Inga underarter finns listade i Catalogue of Life.